# Ženska figura (Giambologna)
Ženska figura je marmornat kip v skoraj v naravni velikosti, flamskega kiparja Giambologne iz 16. stoletja. Meri 114,9 cm  in prikazuje neznano žensko, ki je lahko Batšeba, Venera ali druga mitološka oseba. Delo je iz leta 1571–73, zgodaj v umetnikovi karieri, v muzeju J. Paul Getty pa je od leta 1982 (inv. 82.SA.37). Ženska je gola, razen zapestnice na zgornji levi roki in zavrženega oblačila, ki pokriva njeno naročje. Sedi na stebru, ogrnjenem s krpami, v eni roki drži kozarec, z drugo pa briše levo nogo.
O datiranju in pripisovanju dela so razpravljali stoletja, čeprav je zdaj samozavestno povezano z Giambologno zaradi podobnosti z nekaterimi drugimi njegovimi znanimi deli, med drugim z Firence zmagovito nad Piso, ki je zdaj v muzeju Victoria in Albert. Kip je bil dvakrat obnovljen in je v razmeroma dobrem stanju.

## Opis
Skulptura je izrezljana iz enega bloka belega carrarskega marmorja . V tipologiji svojega časa figura predstavlja Venero, ki se kopa. V bavarskem dokumentu iz leta 1635 se skulptura prvič imenuje »Batšeba«, poimenovanje, ki se je ohranilo, dokler ga ni pridobil muzej J. Paul Getty. Kot je pokazal Herbert Keutner, ta tema v florentinski poznorenesančni umetnosti ni bila znana, zato to poimenovanje ne more biti izvirno. S tem preimenovanjem je bila lahkomiselna figura interpretirana kot predstavitev moralno zaničevalne spolne želje, ki odraža novo preudarno vzdušje katoliške protireformacije.
Na splošno velja, da je to delo sedečega dekleta, ki ga je omenil drugi Giambolognov biograf Raffaello Borghini (1584), ki je bilo poslano bavarskemu vojvodi (»… figura di marmo à sedere della grandezza d'una fanciulla di sedici anni, la quale fu mandata al Duca di Baviera«). Vendar pa ni znanih florentinskih dokumentov v zvezi z njegovo izdelavo. Poleg tega »še niso našli nobenega dokumenta v zvezi s prenosom kipa v Nemčijo«[6]. Datum približno 1571–73 temelji na relativni kronologiji Giambolognovega opusa za Borghinija. 
Ženska, ki se bo umila, sedi na okrnjenem stebru. Njena poza je zapletena, njena teža počiva večinoma na levi zadnjici. Leva noga je dvignjena, koleno ostro upognjeno. Prihranila je zapestnico na zgornji levi roki. Ta je gola. Sedi na zavrženem oblačilu z vezenimi manšetami, ki delno pokrivajo njen levi krog. Z dvignjeno levo roko drži kozarec (deloma kasnejša zamenjava). Prvotno je imela drugačno vrsto posode za vlivanje vode. V desni drži majhno krpo, s katero čisti levo nogo. Glava je nagnjena navzdol, njene oči pa so prazne, kar ji daje nedoumljiv izraz. Oblika njenih oči, nosu in ust je vzeta tako iz klasične rimske skulpture kot tudi iz njene frizure.  Charles Avery pozo opisuje kot »Vtis trenutnega dejanja, ki je bilo zamrznjeno: leva roka in noga štrlita naprej, obešeni v vesolju, v izjemni pozi, ki je antiteza kanoničnemu renesančnemu kontrapostu« ].
Po Gettyjevem mnenju njeno zapleteno pozicioniranje kaže, da se »kopa v graciozni serpentinski pozi, značilni za manieristično eleganco ... figura serpentinata« . Drugi umetnostni zgodovinarji opisujejo njeno nenavadno telesno pozicijo kot dokaz »tesnobne milosti« . Avery meni, da naj bi bil kip glede na nekoliko nerodno držo postavljen v nišo, saj je »frontalni pogled nenavadno omejen, najbolj zadovoljiv pa diagonalno z leve strani«.

## Identiteta figure
- Giambologna: Sedeča ženska, rdeči vosek, zasebna zbirka
- Giambologna: Venera Anadiomena, Vila La Petraia, Firence
- Venera se umiva (Bron), pripisana Giambologni (1597); 1,12 m visoka, zasebna zbirka

Avery kot možen vir predlaga zdaj izgubljeno staro rimsko figuro Kopajoče se Venere, ki jo prepozna na risbi s tremi stojišči pogleda, ki jo je naredil Maarten van Heemskerck med obiskom v Rimu okoli leta 1535. V tem izgubljenem delu figura stoji na desni nogi, v veliki meri pa jo podpira leva zadnjica, ki leži na podstavku. Podobno kot slika Giambologne se tudi ta ženska nagiba naprej, da si očisti levo nogo. Drugi viri bi lahko bili Rafaelova Psihe, ki jo je nosil Kupid (1517-18, Rim, Villa Farnesina) in Michelangelov Ignudi (Rim, Vatikan, Sikstinska kapela, 1508-12) . Model rdečega voska, pripisan Giambologni (zasebna zbirka), ki mu manjkajo okončine in glava ter se spusti nazaj, je blizu kipu Getty, zlasti v levem ramenu in kotu vratu.
Obstaja bronasta Venera se umiva, ki predstavlja isti model marmorja z različnimi držami in detajli, podpisan pa je s strani njegovega metalurga: »Me fecit Gerhardt Meyer Homiae / Den 25 Novembe 1597«. Prvič je bil objavljen leta 2002 kot kasnejši švedski popravek Getty-marmorja. Danes jo številni vodilni učenjaki štejejo za Giambolognino avtografsko različico Getty-marmorja v neokrnjenem stanju, ki je verjetno narejena za francoskega kralja Henrkja IV. Charles Avery je že leta 1983, ko je objavil Getty-marmor, opazil, da bi bil položaj te Venere »lažje doseči z uporabo natezne strukture kovine- e. bron nad železno armaturo« .

## Stanje
Fifura ima težave z ohranjanjem. Opisana kot poškodovana je že leta 1757. Bila je dvakrat obnovljena, prvič na Švedskem verjetno v poznem 18. stoletju, drugič 1980/81 v londonski trgovini. Spodnji del stebra je bil razbit na več kosov. Dvignjeno levo roko so dvakrat razžagali. Izgubili so palec in kazalec leve roke ter večino čaše. Izgubljeni so tudi trije prsti na levi nogi in konica nosu. Vse te izgube so nadomestili leta 1980. Med drugo obnovo je bila prvotna posoda pomotoma rekonstruirana s posnemanjem posode Adriaena de Vriesa, kasnejše skupine Merkur in Psihe (Pariz, Louvre). Rezultat, napačne oblike in dimenzije, moti harmonijo Giambolognove stvaritve. Druga popravila med to obnovo so odstranila železne madeže in popravila številne razpoke vzdolž njenega telesa.
Na Švedskem je bila figura dolgo izpostavljena elementom. Risba Johana Hårlemana (1662-1707) za različne vrtne okraske (Stockholm, Nationalmuseum) prikazuje zasnovo podstavka, ki naj bi jo leta 1703 izdelali kot vrtno figuro. 
Originalna površina je ohranjena le na laseh, ki so močno prepereli. [24] Preostali del figure je ponovno zglajen. To je spremenilo izraz obraza, zlasti z retuširanjem oblike ust.  Kanalski sistem znotraj Venere je bil interpretiran kot oprema za pretvorbo Venere v vodnjak, vendar je verjetno, da je služil za vnašanje kovinske konstrukcije, ki stabilizira marmor.

## Pripis in poreklo
To je moralo biti naročilo Medičejcev bodisi Cosima I. bodisi njegovega sina Francesca I. de' Medici. Iz Borghinijevega citata ni razvidno, kateremu izmed treh možnih bavarskih vojvod je bil poslan kot diplomatsko darilo. Nato se zdi, da je bila figura leta 1635 omenjena med umetninami, ki so jih švedske čete uplenile iz münchenske Rezidence leta 1632 med tridesetletno vojno in za katere kraj bivanja je hotel vedeti bavarski vojvoda Maksimilijan. Eden od njegovih sodnikov je poročal, da so marmornat kip Batšebe v naravni velikosti po naročilu kralja Gustava Adolpha prinesli v Stockholm. Tej identifikaciji Getty-marmorja s figuro, ki jo omenja Borghini in v tem bavarskem dokumentu, pa nasprotuje Lauritz de Thurah (Den danske Vitruvius, 1746), ki trdi, da je bila skulptura del švedskega vojnega plena iz Prage 1648. Podrobnosti o zgodnji postavitvi figure na Švedskem niso znane. Nicodemus Tessin mlajši omenja kip leta 1688 v svojih potovalnih zapiskih, da je na Švedskem, ne da bi natančno navedel njegovo lokacijo. Hkrati je Tessin kip pripisal Giambologni s pomočjo slogovne primerjave. Kmalu so na Švedskem pripravili zdaj prestižni lik v mavcu in kovini. Pet od teh poprodajnih materialov (en v svincu in štiri v mavcu) je še vedno ohranjenih v kopalnici švedske graščine Ericsberg, drugi v svincu pa v kraljevem danskem gradu Fredensborg. Zaradi primitivnega postopka oblikovanja gre za poenostavljene reprodukcije izvirnika marmorja. [34] Kljub temu pa še vedno dokumentirajo prvotno obliko posode Giambolognine figure.
Leta 1703, ko je Hårleman izdelal zgoraj omenjeno zasnovo podstavka za kip, je bil ta v lasti "Grand maître [de la cour de Suède]", ki ga je Avery poistovetil z Johannom-Gabrielom Stenbockom (1640-1705). Prvi švedski lastnik, ki ga lahko natančno imenujemo, je bil Eric Sparre (1665-1726), ki je bil lastnik kipa okoli leta 1715. Po spustu je prišel do Carla Gustafa Tessina (1695-1770), ki je nato leta 1747 dobil graščino Akerö v Södermanslandu. Figura verjetno ni prišla v Akero pred letom 1757, v letu, ko je bila pripravljena novozgrajena graščina. [38] Tam je predstavljena v splošnem popisu, sestavljenem istega leta. Kip se ponovno pojavi leta 1770 v dražbenem katalogu za prodajo vsebine Akero, vendar ni bil prodan. Zato je v Akero, pod različnimi lastniki, ostal do poznih 1970-ih. 
Giambolognov kip je bil pozabljen do leta 1970, ko ga je Gunnar W. Lundberg prvič objavil v švedski umetnostnozgodovinski reviji. Muzej Getty ga je leta 1982 prevzel od Daniela Katza v Londonu in je bilo prvo večje delo renesančnega kiparstva, ki ga je muzej kupil. Ugovore zoper pripisovanje je v času njegove ponovne pojavitve izrazil Sir John Pope-Hennessy po tem, ko je bilo splošno sprejeto. Vodilna strokovnjaka za Giambologno Charles Avery (1893) in Herbert Keutner (1987) sta tej figuri posvetila članke. Skupaj s Tritonom v Metropolitanskem muzeju (New York) je Venera se umica danes edina velika Giambolognova figura zunaj Evrope. Je ena najpomembnejših skulptur italijanske renesanse v ZDA.